# Marcus Leatherdale
Marcus Leatherdale (18 de setembro de 1952 – 22 de abril de 2022) foi um fotógrafo canadiano.

## Nova Iorque na década de 1980
Leatherdale começou a sua carreira em Nova Iorque durante o início dos anos oitenta. 
Leatherdale começou por servir como assistente administrativo de Robert Mapplethorpe, com quem manteve uma relação afetiva, que lhe pediu para posar nu com uma corda na mão direita e segurando um coelho morto com a esquerda.
Passou depois a trabalhar como assistente do curador Sam Wagstaff, o companheiro de Mapplethorpe. Passou rapidamente a ser muito popular na então vibrante cena dos clubes e revistas da moda: a Interview, a Details, o The New Yorker, a Vanity Fair e a Elle Decor publicaram trabalhos seus. Mais tarde, teve destaque em publicações artísticas, tais como a Artforum, a Art News e a Art in America. A sua obra documenta o estilo de vida de Nova Iorque, as pessoas extraordinárias da Danceteria e do Club 57, onde realizou as suas primeiras exposições, em 1980. Leatherdale era um observador atento da Nova Iorque dos anos oitenta. Os seus modelos eram pessoas desconhecidas, mas excepcionais, tais como Larissa, Claudia Summers ou Ruby Zebra, mas também artistas conhecidos, como Madonna, Winston Tong e Divine, Trisha Brown, Lisa Lyon, Andrée Putman, Kathy Acker, Jodie Foster e o seu colega fotógrafo John Dugdale. Por muito tempo, Leatherdale permaneceu na sombra de Mapplethorpe, mas a sua força criativa acabou por ser reconhecida por Christian Michelides, fundador da galeria de arte Molotov, em Viena. Leatherdale voou para Viena, apresentou o seu trabalho e foi aclamado pelo público e pela crítica. 
Este reconhecimento internacional abriu caminho à exposição em museus e coleções permanentes, tais como o Rheinisches Landesmuseum Bonn, o Art Institute of Chicago, a Australian National Gallery, em Canberra, o London Museum, em Ontário, e Galeria Albertina, na Áustria. Os seus impressionantes retratos de celebridades de Nova Iorque, na série Hidden Identities, despertaram um interesse duradouro entre curadores e colecionadores.

## Na Índia
Em 1993, Leatherdale começou a passar metade do ano na cidade sagrada de Banaras, na Índia. Numa antiga casa, no centro da cidade velha, começou a fotografar homens santos e celebridades, personagens da realeza e gente comum, conseguindo com muito cuidado e determinação fazer o retrato de algumas das figuras mais reservadas da Índia. Desde o início, a sua intenção era homenagear o espírito intemporal da Índia através de retratos de indivíduos muito específicos. As suas fotos incluem princesas e barqueiros, estrelas de cinema e artistas de circo, mendigos de rua e bispos, mães e crianças em trajes tradicionais. Leatherdale explora a indiferença do país à passagem do tempo, numa abordagem que é marcadamente pós-colonial. Em 1999, Leatherdale mudou-se para Chottanagpur (Jharkhand), onde se tem dedicado a fotografar os Adivasis.
As técnicas de impressão mate da Leatherdale, que adaptam os processos do século XIX e empregam colorações meio pretas e meio sépia, reforçam a atemporalidade de seus súditos. Tons e superfícies foscas efetivamente diferenciam seus retratos da facilidade da fotografia de moda. 
Em 2010, Marcus Leatherdale fundou a www.theOMENmag.com, uma revista de arte trimestral online, da qual é editor de arte e diretor de arte.

## Beneficência
A Equipa de Cuidados Médicos de Chottanagpur foi criada por Amit e Ilona Ghosh, Nilika Lal, Marcus Leatherdale e Jorge Serio, em 2002; é um serviço privado que se dedica a ajudar médica e financeiramente as gentes locais. Como muitas pessoas na Índia sofrem desnecessariamente devido a um misto de infortúnio e ignorância, o projeto ajuda a salvar vidas que foram devastadas por acidentes ou doenças. Ao direcionar os doentes para os médicos e as instalações adequadas, o projeto ajuda as pessoas a recuperarem a sua saúde e a sua dignidade perdida. 

## Livros
- New York 1983. As suas fotografias, com textos de Kathy Acker e Christian Michelides. Um livro de uma série sobre pessoas e anos. Viena: Molotov 1983, ISBN 978-3-9503703-1-7 ISBN   978-3-9503703-1-7
- Marcus Leatherdale: 1984-1987. Introdução por Brooks Adams. Galeria Greathouse 1987
- Marcus Leatherdale 1980-1994. 2009
- Hidden Identities.Selected Images from Details magazine 1982 to 1990. 2009
- Facing India. Portraits of Bharat-India. Westzone Pub Ltd 2010 ISBN 978-1903391266
- Adivasi. Portraits of Tribal India.

## Morte
Marcus morreu no dia 22 de abril de 2022, aos 69 anos.